# Babina Rijeka
Babina Rijeka is een plaats in de gemeente Donji Kukuruzari in de Kroatische provincie Sisak-Moslavina. De plaats telt 188 inwoners (2001).